# Saint Andrew (Guernsey)

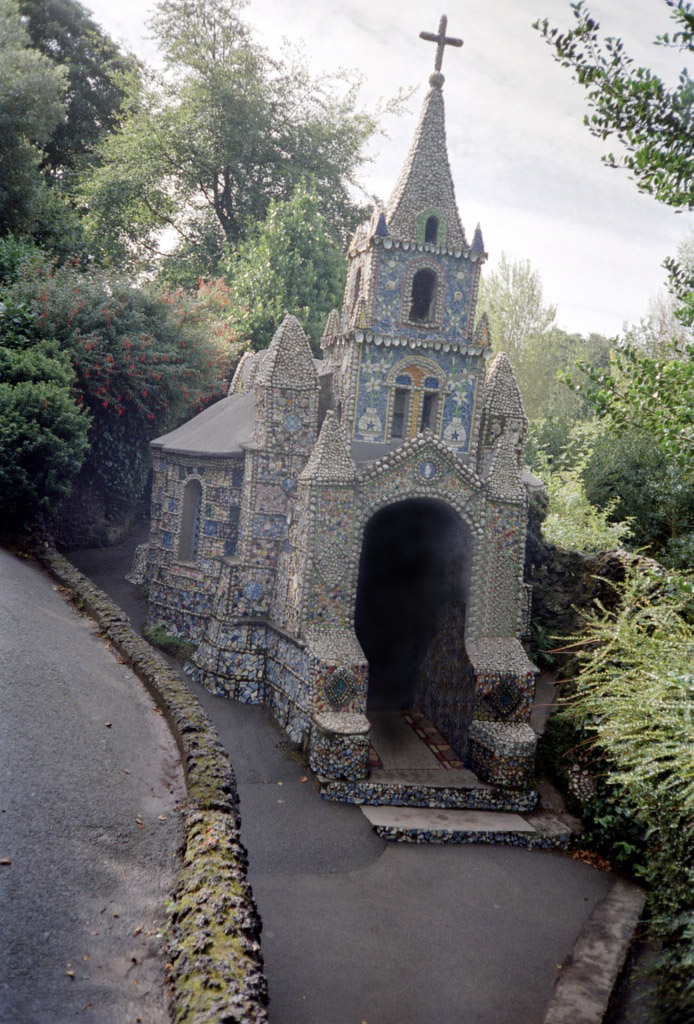
La Capilla Pequeña de Saint Andrew

Saint Andrew (normando: Saint Andri) (francés: Saint-André-de-la-Pommeraye) es una parroquia de la isla principal del Bailiazgo de Guernsey, situado en el centro de la isla. Tiene fronteras al norte con Lé Vale, al este con la capital Saint Peter Port, al sureste con Saint Martin, al suroeste con Forest, al oeste con Saint Saviour y al noroeste con Lé Casté. Es la única parroquia de la isla que no tiene una costa. Es la tercera parroquia más pequeña (4,51km²) y tiene la cuarta población más pequeña (2.409 en el censo de 2001). La parroquia lleva el nombre del San Andrés, uno de los doce apóstoles de Jesús.
Durante la ocupación alemána de la isla durante la Segunda Guerra Mundial, los Alemanes tenían un hospital subterráneo en la parroquia. Es un museo desde el 29 de julio de 1954.

## Población[2]
- 1901: 1.552
- 1911: 1.751
- 1921: 1.704
- 1931: 1.800
- 1951: 1.850
- 1961: 1.964
- 1971: 2.232
- 1976: 2.295
- 1981: 2.230
- 1986: 2.281
- 1991: 2.357
- 1996: 2.342
- 2001: 2.409